# تام تیلور (بازیکن فوتبال)
تام تیلور (انگلیسی: Tom Taylor; ۴ دسامبر ۱۸۸۰ – ۱۵ اوت ۱۹۴۵) بازیکن فوتبال اهل کانادا بود.
وی به‌همراه باشگاه فوتبال گالت به قهرمانی بازی‌های المپیک تابستانی ۱۹۰۴ دست پیدا کرده‌است.